# أغستاش قصيرة الأزهار
أغستاش قصيرة الأزهار (الاسم العلمي: Agastache breviflora) نوع نباتي يتبع جنس الأغستاش وينتمي إلى الفصيلة الأغستاش.